# Museu Basco de História da Medicina e Ciência

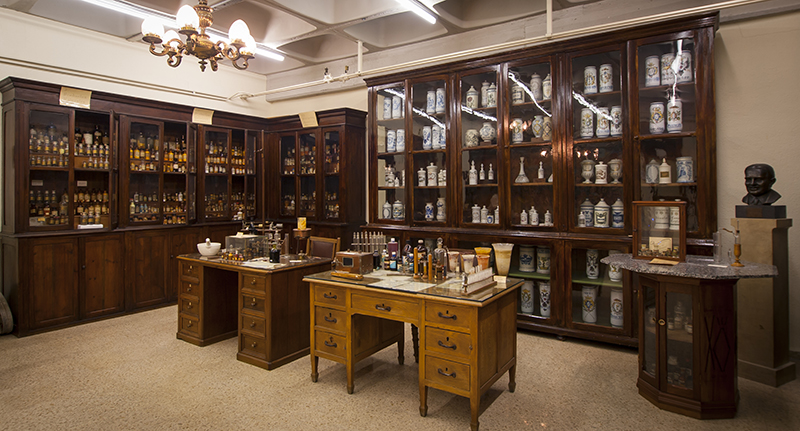
Sala sobre farmácia do Museu Basco de História da Medicina e Ciência

O Museu Basco de História da Medicina e Ciência (em basco: tu hilabeteko lehiaketan eta lagundu euskarazko Wikipedia hobetzen
Medikuntza eta Zientzia Historiaren Euskal Museoa; langx|es|Museo Vasco de Historia de la Medicina y de las Ciencias}}) foi fundado por Jose Luis Goti em 1982 para preservar a memória histórica da medicina no País Basco e conservar seu patrimonio científico. O museu está localizado no campus da Universidade de Leioa (Universidade do País Basco) e enriquece a formação dos estudantes da faculdade de medicina e dos alunos provenientes de outras faculdades e escolas.
Seu acervo permanente compreende aproximadamente 6.000 instrumentos médicos dos séculos XIX e XX, organizados tematicamente em 24 salas dedicadas às diferentes especialidades médicas: medicina popular, medicina alternativa, farmácia, pesos e medidas, assepsia e antissepsia, microscópios, material de laboratório, raios-X, obstetrícia e ginecologia, cirurgia, anestesia, endoscopia, odontologia, cardiologia, oftalmologia, eletroterapia, de anatomia patológica e ciências naturais.
O ensino e a pesquisa constituem dois dos pilares do museu, que são complementados com publicações, organização de conferências, palestras e outras atividades.

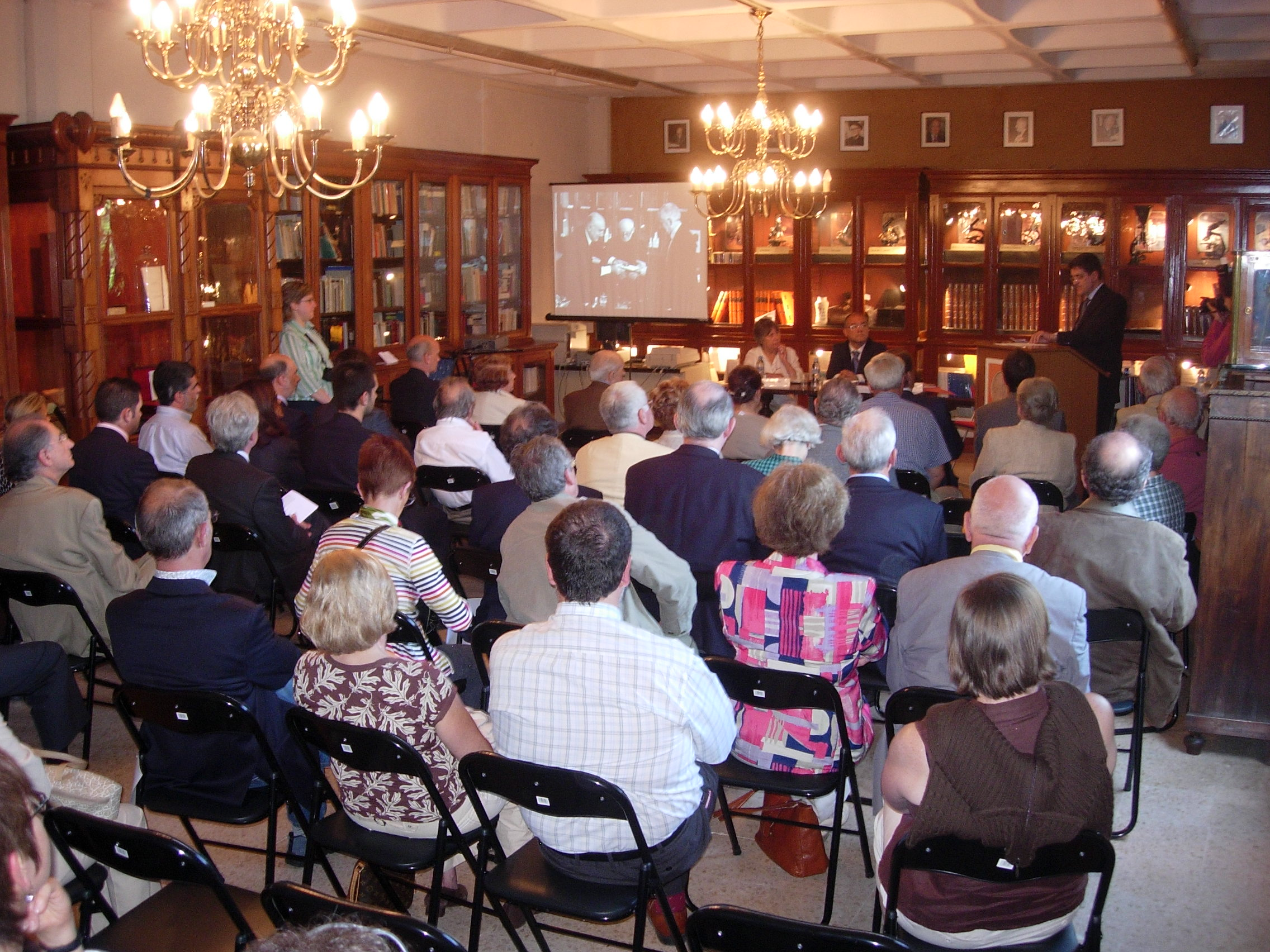
Evento Acadêmico (SFHM, maio de 2007)
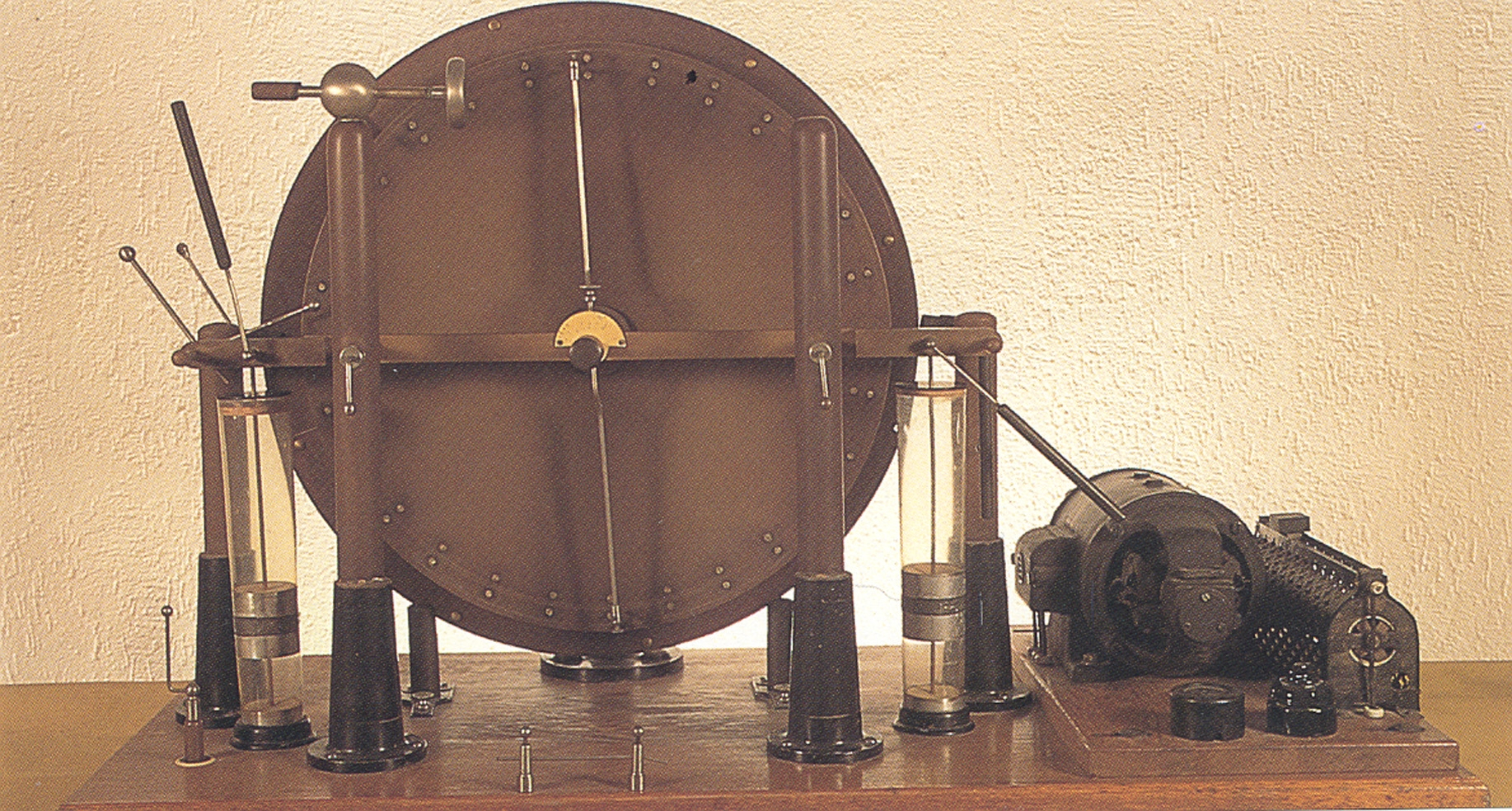
Gerador Eletrostático Wimshurst (cerca de 1900)
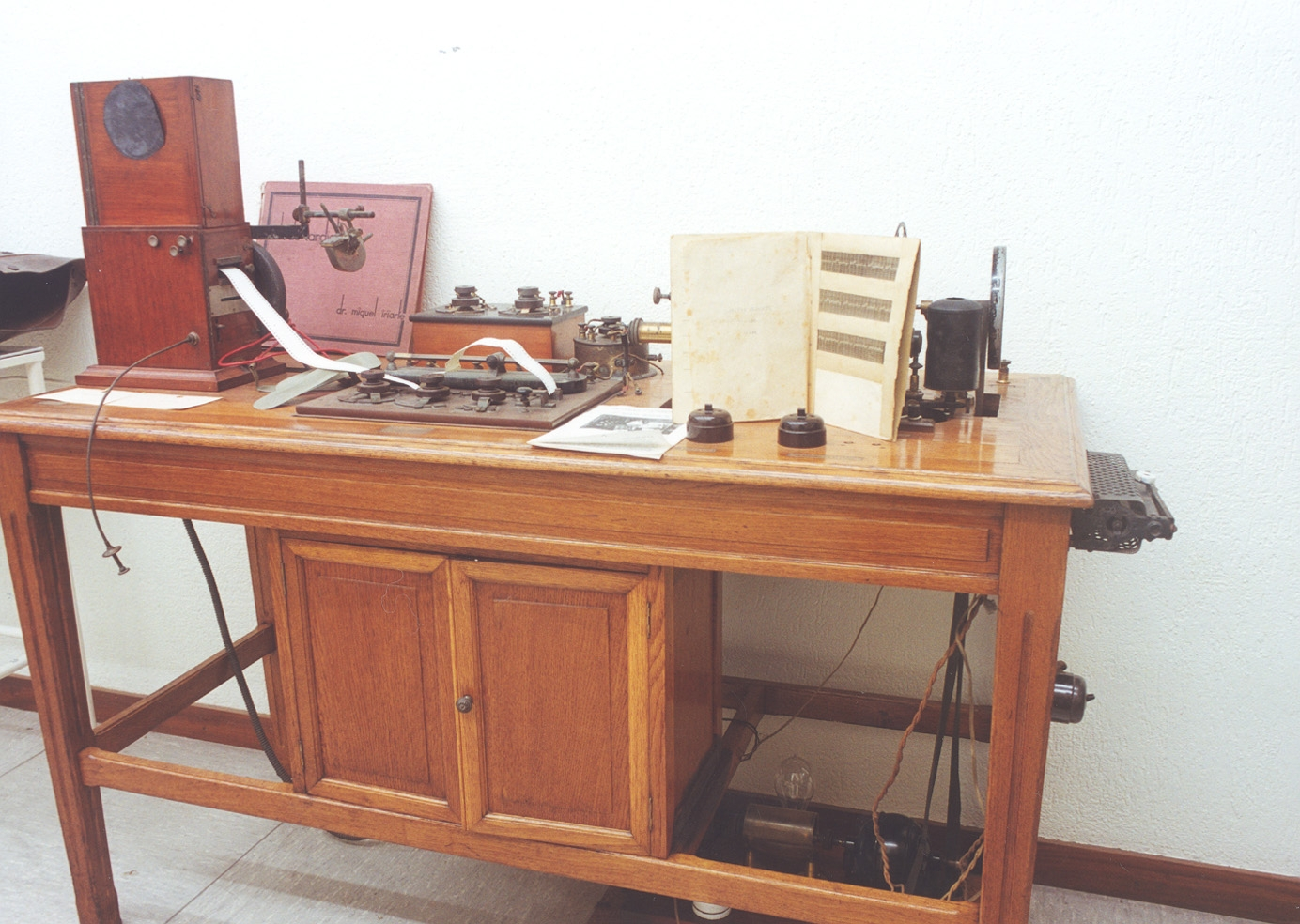
Brevet SGDG Electrocardiographe - G. Boulitte (Paris) (cerca de 1918)
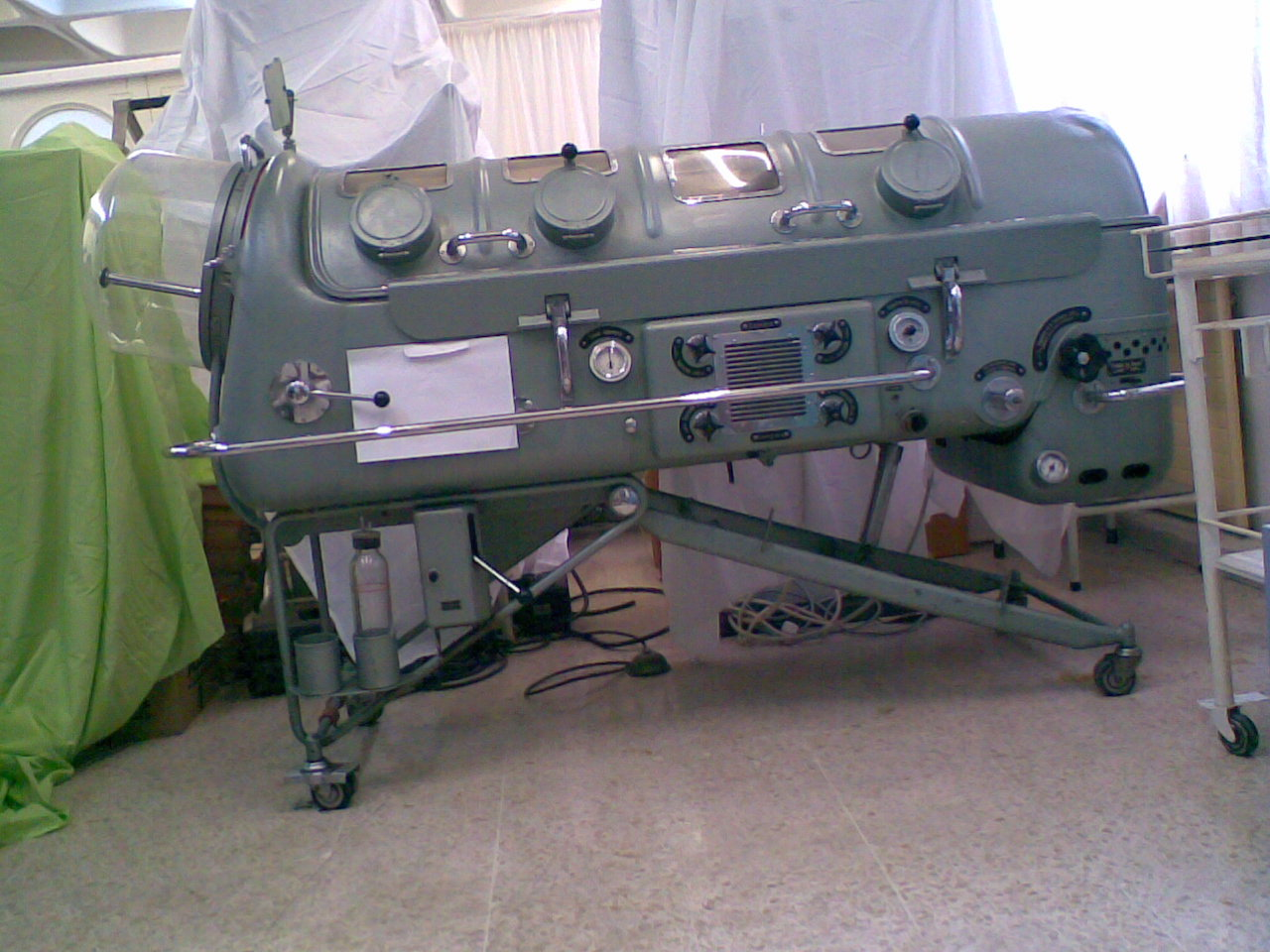
Pulmão de aço (meados do século XX)
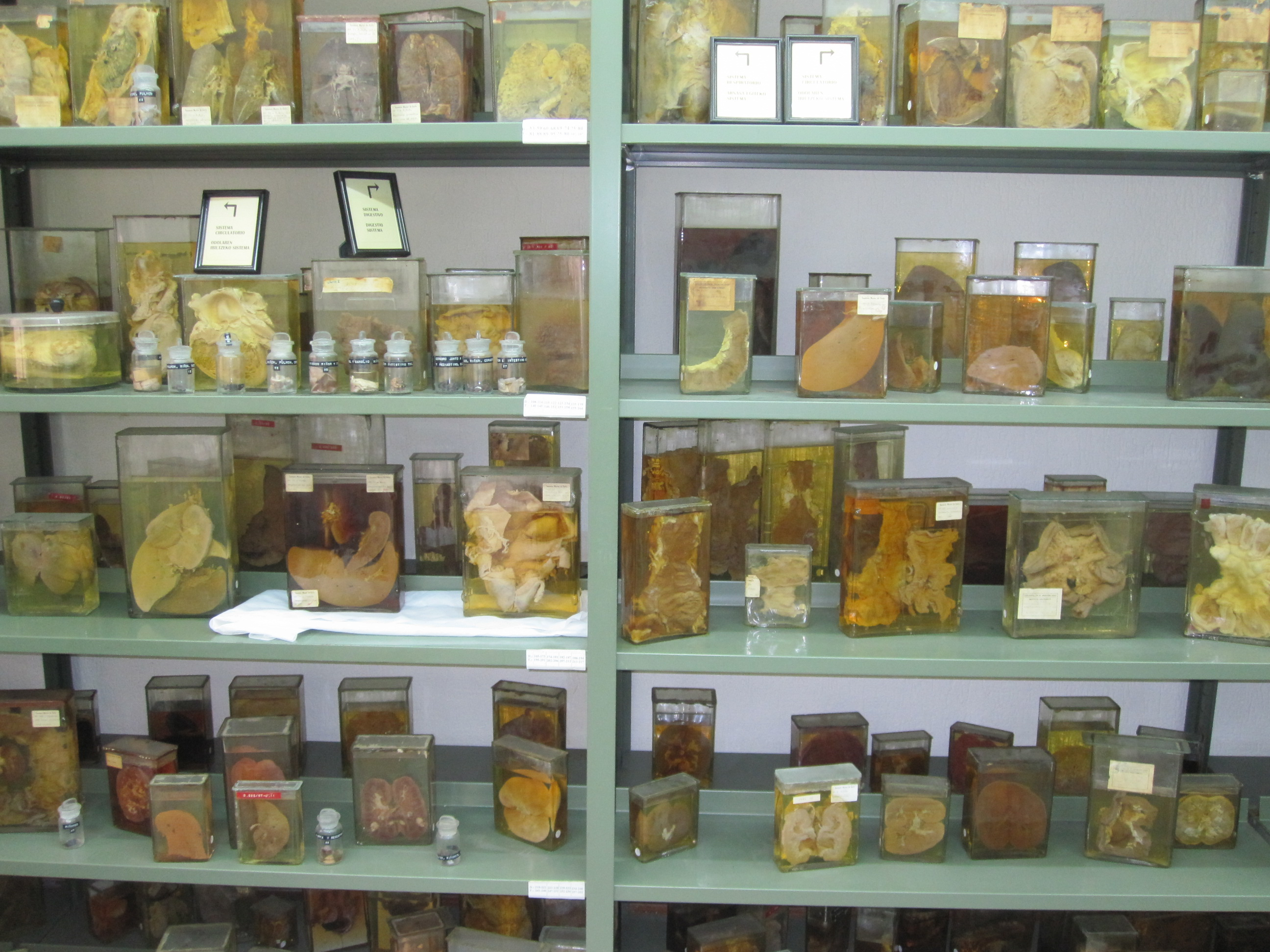
Sala de Anatomia Patológica
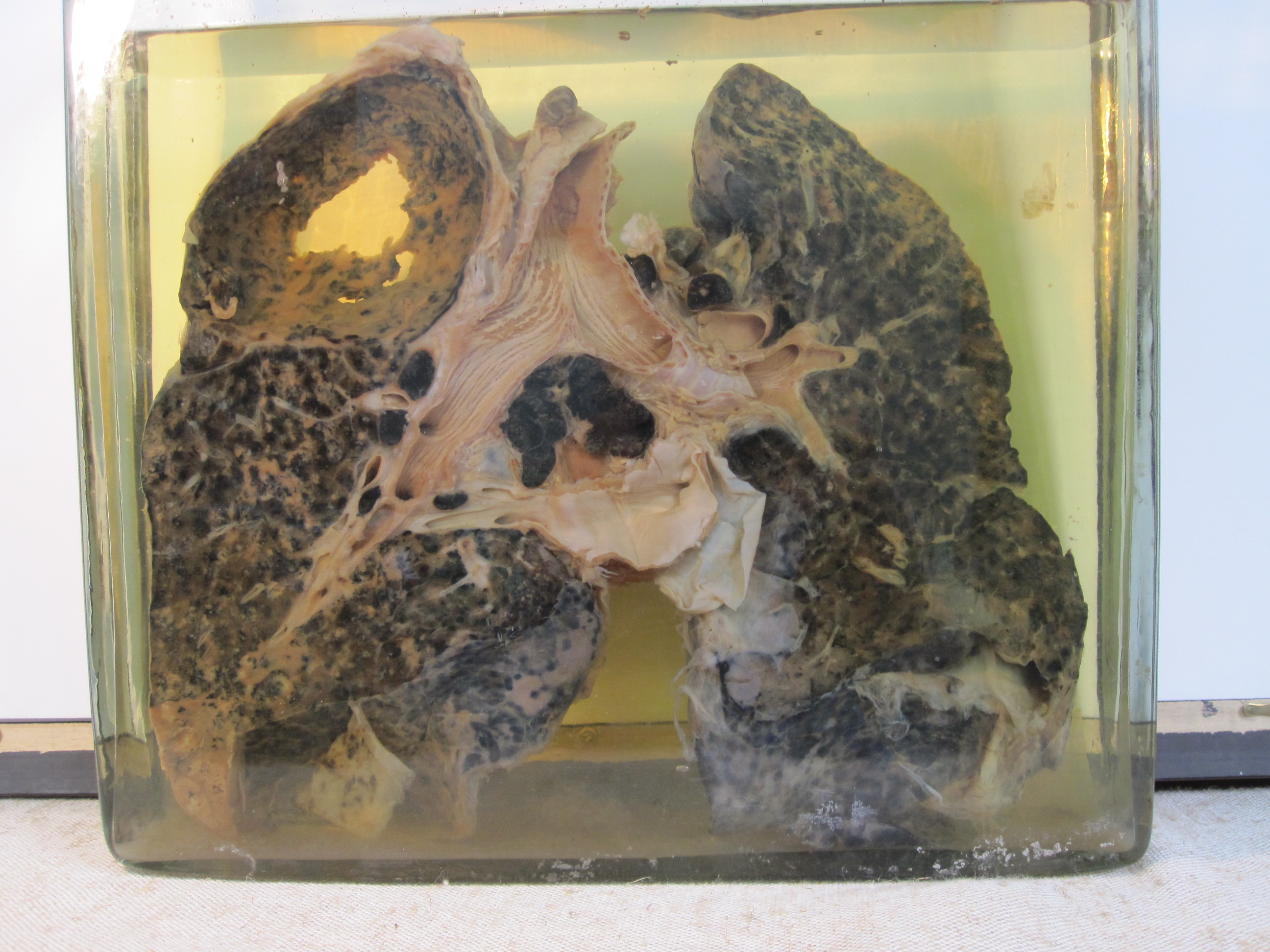
Pulmão de mineiro com silicose e com tuberculose
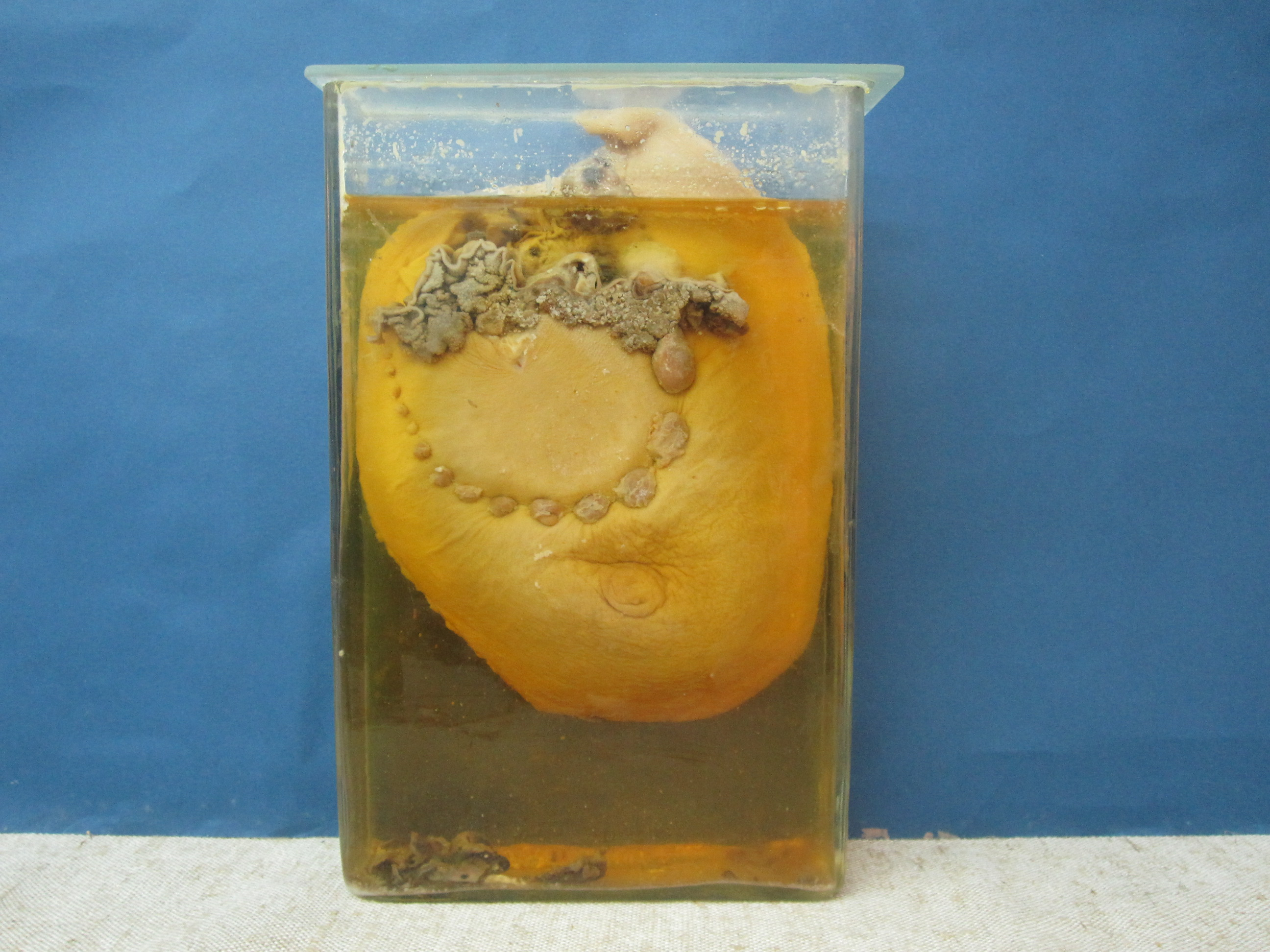
Câncer de mama
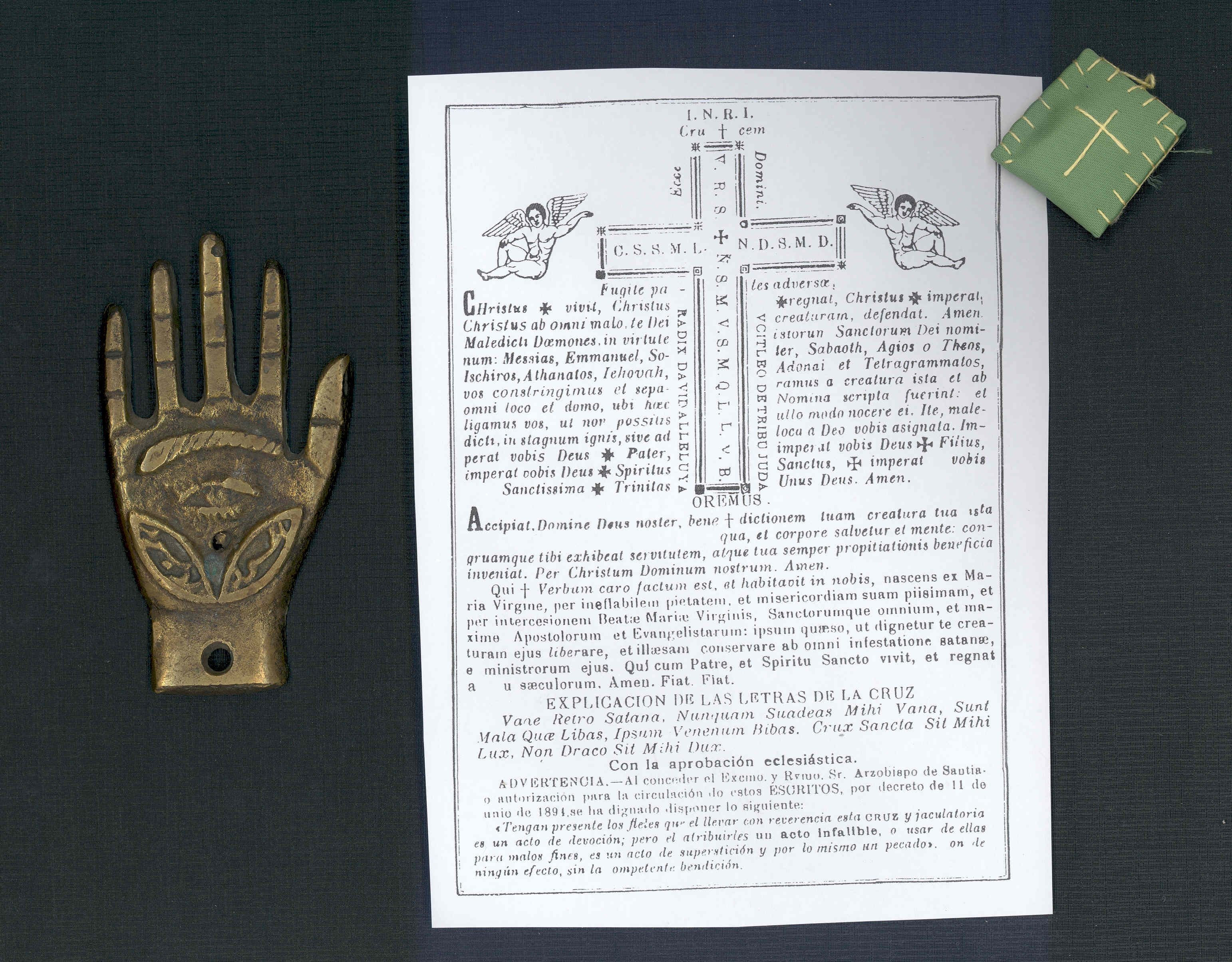
Amuletos contra o mal-estar
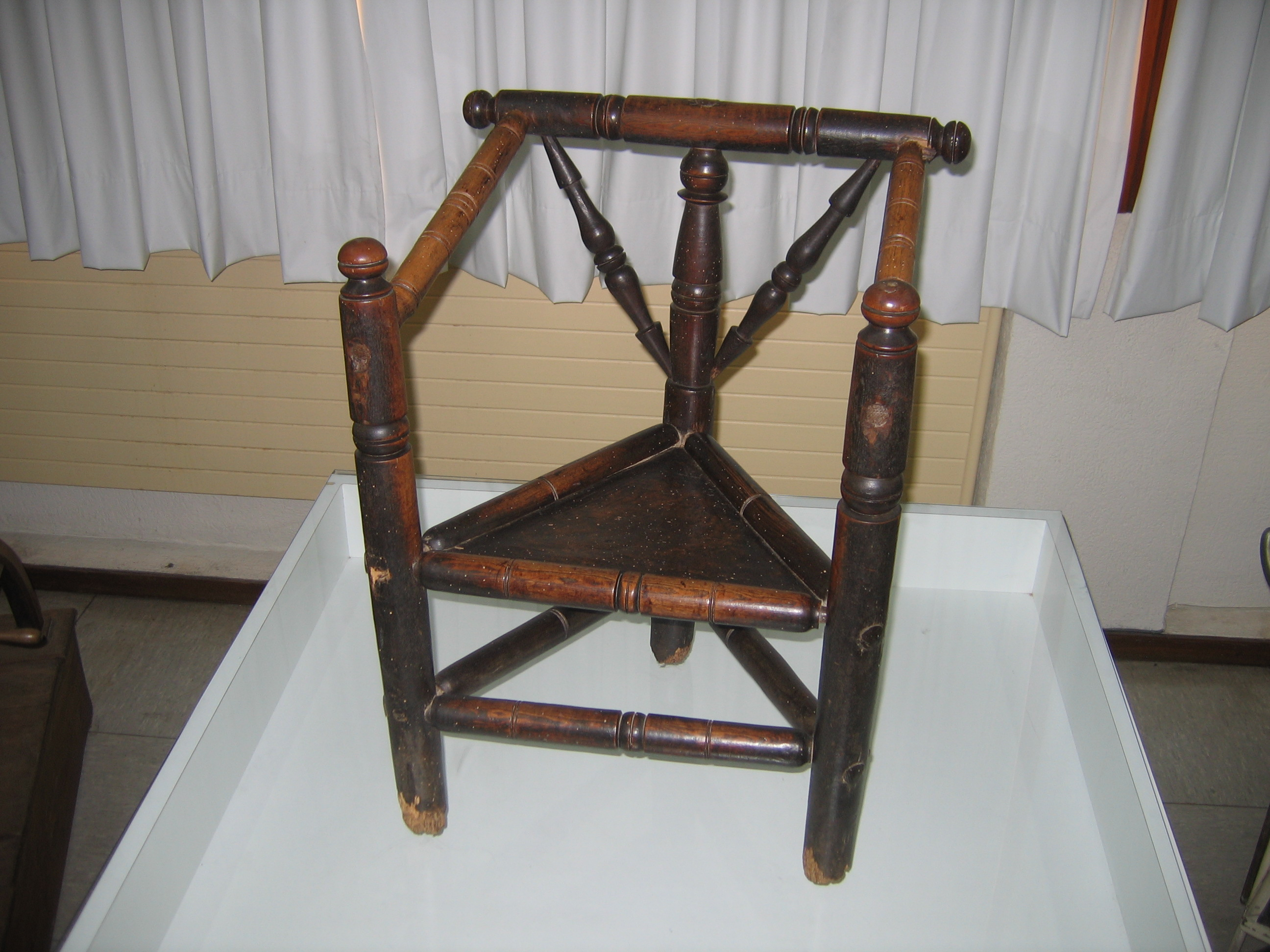
Cadeira de escritório (século XVIII)